# Monti Alburni
Die Monti Alburni sind eine italienische Berggruppe in der Provinz Salerno in der Region Kampanien. Mit einer Höhe von 1742 m s.l.m. gehören sie zu den höchsten Bergen im Cilento.

## Geographie
Die Berge werden von den Ortschaften Castelcivita, Controne, Corleto Monforte, Ottati, Petina, Postiglione, Sant’Angelo a Fasanella, Serre und Sicignano degli Alburni umschlossen.
Von ihm erschließt sich bei gutem Wetter ein schönes Panorama über die süditalienische Küste. In nördlicher Richtung kann man den Vesuv sehen.

## Erreichbarkeit
Die Gipfel der Monti Alburni sind teilweise mit einer ausgebauten Straße, teilweise mit Wanderwegen erschlossen.
| Name des Berges   | Höhe (Meter s.l.m.) | Anliegende Kommunen                                    |
| ----------------- | ------------------- | ------------------------------------------------------ |
| Panormo (Alburno) | 1742                | Sicignano degli Alburni, Ottati, Petina                |
| Monte della Nuda  | 1704                | Castelcivita, Postiglione, Sicignano degli Alburni     |
| Spina dell'Ausino | 1426                | Corleto Monforte, San Rufo, San Pietro al Tanagro      |
| Monte Pizzuto     | 1403                | Postiglione, Castelcivita, Controne                    |
| Caramito          | 1364                | Ottati, Petina, Sant’Angelo a Fasanella                |
| Il Figliolo       | 1364                | Petina, Sant’Angelo a Fasanella, Ottati                |
| La Marta          | 1303                | Polla, Auletta, Pertosa                                |
| Serra Nicola      | 1301                | Corleto Monforte, Sant’Arsenio, Polla, Auletta, Petina |
| Serra Nuda        | 1283                | San Rufo, Corleto Monforte                             |
| Monte Forloso     | 1102                | Petina, Sicignano degli Alburni                        |
| Tempa del Prato   | 1048                | Ottati, Sant’Angelo a Fasanella                        |
| Costa la Croce    | 0951                | Ottati, Aquara                                         |